# Maglód
Maglód is een plaats (város) en gemeente in het Hongaarse comitaat Pest. Maglód telt 10 379 inwoners (2005).

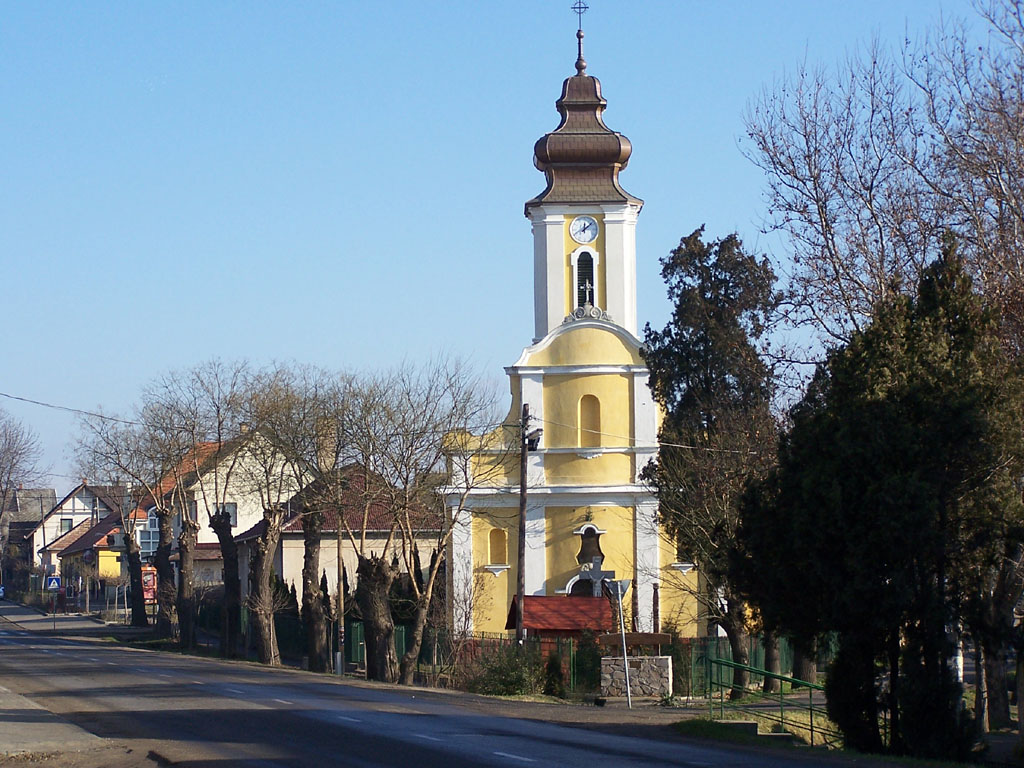
Rooms-katholieke kerk in Maglód
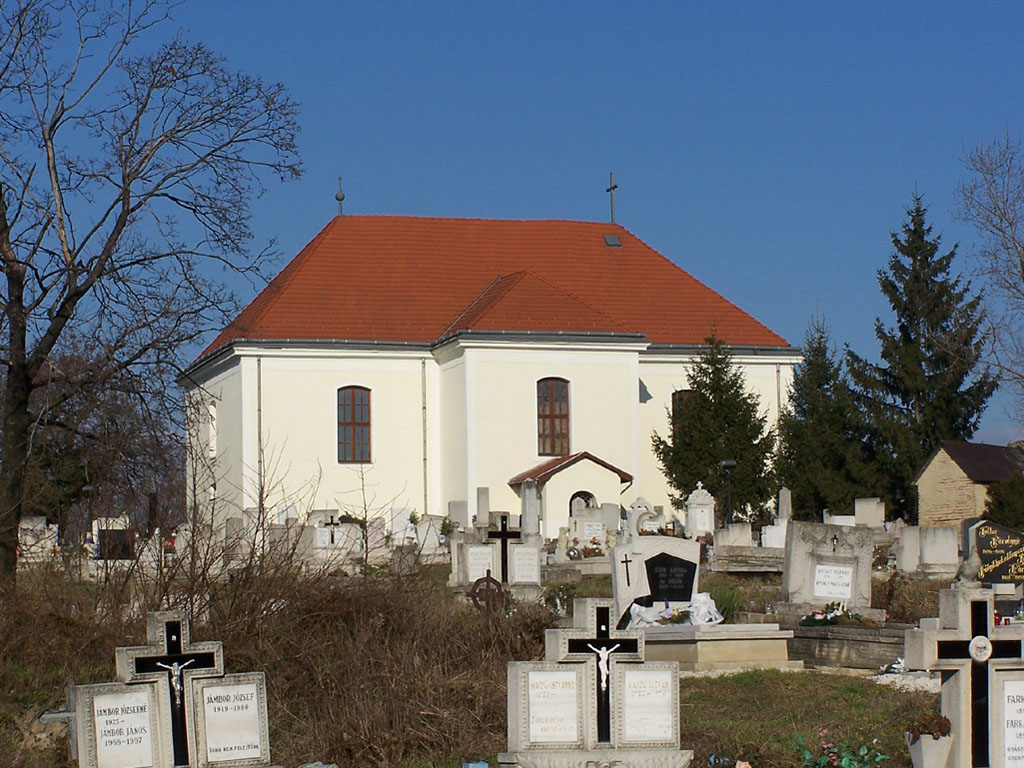
Protestantse kerk in Maglód